# خناوين
خناوين هي قرية في مقاطعة سلماس، إيران. يقدر عدد سكانها بـ 320 نسمة بحسب إحصاء 2016.